# Joshua Harto
Joshua Denver Harto (* 9. Januar 1979 in Huntington, West Virginia) ist ein US-amerikanischer Schauspieler.

## Leben
Joshua Denver Harto wurde als Sohn von Beverly Holley und Virgil Harto Jr. geboren. Er absolvierte seinen Highschool-Abschluss in West Palm Beach, Florida an der Dreyfoos School of the Arts.
Er spielte in vielen Fernsehserien mit, darunter Carnivàle, Crossing Jordan, JAG und Cold Case. Auch in der Sitcom Raven blickt durch wirkte er mit. 2008 übernahm er außerdem Nebenrollen in den Comicverfilmungen Iron Man und The Dark Knight.
Seit 2008 ist Harto mit der Produzentin und Drehbuchautorin Liz W. Garcia verheiratet.

## Filmografie (Auswahl)
- 1996–1997: The Mystery Files of Shelby Woo (Fernsehserie, sechs Folgen)
- 2000: Strangers with Candy (Fernsehserie, eine Folge)
- 2001: Oz – Hölle hinter Gittern (OZ, Fernsehserie, 2 Folgen)
- 2001: Practice – Die Anwälte (The Practice, Fernsehserie, eine Folge)
- 2001: Third Watch – Einsatz am Limit (Third Watch, Fernsehserie, eine Folge)
- 2003: Carnivàle (Fernsehserie, eine Folge)
- 2003: The Guardian – Retter mit Herz (The Guardian, Fernsehserie, 2 Folgen)
- 2004: American Dreams (Fernsehserie, eine Folge)
- 2004: Crossing Jordan – Pathologin mit Profil (Crossing Jordan, Fernsehserie, eine Folge)
- 2005: JAG – Im Auftrag der Ehre (JAG, Fernsehserie, eine Folge)
- 2005: Invasion (Fernsehserie, 3 Folgen)
- 2003: Raven blickt durch (That's So Raven, Fernsehserie, 3 Folgen)
- 2008: Iron Man
- 2008: The Dark Knight
- 2010: Unthinkable – Der Preis der Wahrheit (Unthinkable)
- 2013: Iron Man 3
- 2015: Bridge of Spies – Der Unterhändler (Bridge of Spies)
- 2016: Gold – Gier hat eine neue Farbe (Gold)
- 2020: Magnum P.I. (Fernsehserie, Folge 2x13)
- 2020: Ma Rainey’s Black Bottom
- 2024: Space Cadet